# Gavril Genovo
Gavril Genovo (bulgariska: Гаврил Геново) är ett distrikt i Bulgarien.   Det ligger i kommunen Obsjtina Georgi-Damjanovo och regionen Montana, i den västra delen av landet, 80 km norr om huvudstaden Sofia.
Omgivningarna runt Gavril Genovo är en mosaik av jordbruksmark och naturlig växtlighet. Runt Gavril Genovo är det ganska glesbefolkat, med 43 invånare per kvadratkilometer.